# Tidjan Keita
Tidjan Keita (París, Francia, 30 de noviembre de 1996), es un baloncestista de nacionalidad franco-guineana que mide 2,08 metros y juega en la posición de pívot en las filas del Club Baloncesto Tizona de la Liga LEB Oro. Es internacional con la Selección de baloncesto de Guinea

## Carrera deportiva
Keita nació en París, Francia y comenzó a jugar baloncesto cuando tenía 17 años y jugó baloncesto en el Thetford Academy en Thetford Mines, Quebec, Canadá.
Tras no ser drafteado en 2017, Keita jugó dos partidos para los Toronto Raptors en la NBA Summer League 2017 en Las Vegas, Nevada.
En octubre de 2017, los Phoenix Suns de la NBA firmaron a Keita, pero durante el mismo mes rescindieron su contrato. En los meses siguientes se enrolaría en los Northern Arizona Suns con el que disputaría un partido en la NBA G League.
En la temporada 2018-19, Keita regresó a Francia para jugar en el GET Vosges en la NM1, la tercera división francesa en la que promedió 2,6 puntos por partido.
En la temporada 2019-20, jugó para BBC Coburg de la ProB, la tercera división alemana, en la que promedió 15,1 puntos y 7,6 rebotes por partido.
En la temporada 2020-21, Keita jugó para el VfL Kirchheim Knights de la ProA, en la que promedió 3,5 puntos por partido.
En la temporada 2021-22, jugó para el Iserlohn Kangaroos de la ProB, en la que promedió 14,3 puntos, 8,7 rebotes (quinto en la liga) y 1,6 tapones (quinto) por partido.
En verano de 2022, Keita jugó para los Niagara River Lions en la CEBL en Canadá, en el que promedió 5,7 puntos por partido.
El 15 de agosto de 2022, Keita firmó un contrato de dos años con Hapoel Be'er Sheva B.C. de la Premier League de baloncesto israelí.
El 28 de enero de 2024, firma un contrato temporal por el ADA Blois Basket de la LNB Pro A francesa, con el que disputa un partido.
El 19 de febrero de 2024, firma un contrato por el Hermine Nantes Atlantique de la LNB Pro B francesa.
El 14 de junio de 2024, firma por el Alliance Sport Alsace de la LNB Pro B francesa.
El 14 de noviembre de 2024, firma por el Club Baloncesto Tizona de la Primera FEB.

## Internacional
En 2021, se convierte en internacional con la Selección de baloncesto de Guinea con el que disputa el AfroBasket 2021 y la clasificación para el mundial 2023.